# Nikola Aistrup
Nikola Aistrup (Ballerup, 22 agosto 1987) è un ex ciclista su strada ed ex pistard danese.

## Palmarès

### Strada

#### Altri successi
- 2012 (Team Concordia Forsikring-Himmerland)

Classifica scalatori Giro di Danimarca
- 2014 (Riwal Cycling Team)

Classifica scalatori Dookoła Mazowsza

### Pista
- 2008

Campionati danesi, Inseguimento a squadre (con Jacob Moe Rasmussen, Michael Mørkøv e Casper Jørgensen)

## Piazzamenti

### Competizioni europee
- Campionati europei

Hooglede-Gits 2009 - In linea Under-23: 6º